# Oratori (edifici)
Un oratori és un edifici religiós destinat a la pregària i a la celebració de la missa, que no reuneix els requisits d'una església parroquial. El seu origen es troba en les capelles erigides en les tombes dels màrtirs i en els llocs de culte rural dependents de les primeres seus episcopals. Generalment són de petites dimensions. En català, tot sovint són denominades ermites, encara que tècnicament aquest terme s'hauria de reservar als oratoris servits per ermitans.